# Светодиод
Светодиодът или светоизлъчващият диод (на английски: light-emitting diode, LED) е полупроводников диод, който се състои от p-n преход, излъчващ некохерентна светлина в тесен спектър, когато през него протича електрически ток в права посока. Обикновено светодиодът съдържа един или няколко излъчващи светлина кристали, разположени в един корпус с леща, която формира светлинния поток.
Цветът на излъчване на светодиода се определя както от състава на използвания полупроводников материал, така и от легиращите примеси. Цветът често се дава в нанометри (nm), което е дължината на вълната на светлината. Светодиодите не са напълно монохроматични, а излъчват в тесен диапазон на спектъра.
Разработването на светодиоди исторически започва с червени и инфрачервени прибори, направени от галиев арсенид (GaAs). Постиженията в науката за материалите позволяват да се произвеждат прибори в по-късовълновия диапазон на спектъра, излъчващи светлина с различни цветове.
Конвенционалните светодиоди са направени от различни неорганични полупроводникови материали, произвеждащи следните цветове:
- AlGaAs – червен, инфрачервен;
- AlGaP – зелен;
- AlGaInP – оранжево-червен, оранжев, жълт и зелен;
- GaAsP – червен, оранжево-червен, оранжев и жълт;
- GaP – червен, жълт, зелен;
- GaN – зелен, син и бял (с AlGaN-бариера);
- InGaN – близка УВ, синьо-зелен, син;
- SiC – син;
- Al2O3 – син;
- ZnSe – син;
- C – ултравиолет;
- AlN, AlGaN, AlGaInN – от близката до далечната ултравиолетова.

## История
Първото известно съобщение за излъчване на светлина от твърдотелен диод е направено през 1907 г. от британския експериментатор Хенри Раунд от Marconi Company. Раунд пръв открива и описва електролуминесценцията, която той наблюдава, изучавайки преминаването на ток през двойка метал – силициев карбид (карборунд, SiC), и описва жълто, зелено и оранжево светене на катода.
Същите експерименти, независимо от Раунд, са повторени през 1923 г. от съветския физик Олег Лосев, който, експериментирайки с изправителен контакт от карборунд и стоманен проводник, забелязва в точката на контактуване на двата разнородни материала слабо светене – електролуминесценция на полупроводниковия преход (по това време още не съществува понятието P-n преход). Лосев правилно оценява практическата значимост на откритието си, което позволява да се създават малогабаритни безвакуумни източници на светлина с много ниско захранващо напрежение (под 10 V) и с много голямо бързодействие. Той получава два патента (авторски свидетелства) за това откритие. Важното значение обаче на това наблюдение не е разбрано от научната общност и затова не е изследвано в течение на десетилетия.
През 1961 г. Робърт Байард и Хари Питман от компанията Texas Instruments откриват и патентоват технологията на инфрачервения светодиод.
Първият в света практически приложим светодиод, работещ в светлинния (червен) диапазон, е разработен от Ник Холоняк в Университет на Илинойс в Ърбана-Шампейн за компанията General Electric през 1962 г. Затова именно Холоняк се смята за „баща на съвременния светодиод“. Неговият бивш студент Джордж Крафорд (M. George Craford) изобретява първия в света жълт светодиод и подобрява 10 пъти яркостта на червените и червено-оранжеви светодиоди през 1972 г. През 1976 г. Т. Пирсъл (T. Pearsall) създава първия в света високоефективен светодиод с висока яркост за използване в телекомуникациите, специално адаптиран за предаване на данни по оптични влакна.
Светодиодите остават много скъпи до 1968 г. (около $200 бройката) и практическото им използване е ограничено. Компанията Monsanto е първата, която организира масово производство на светодиоди, работещи в диапазона на видимата светлина и използвани в електронните индикатори. Компанията Hewlett Packard успява да използва тези светодиоди в своите първи масови джобни калкулатори.
В началото на 1990-те години Исама Акасаки, работещ заедно с Хироши Амано в университета на Нагоя, а също Судзи Накамура, работещ по това време като изследовател в японската корпорация Nichia Chemical Industries, успяват да изобретят евтин син светодиод. За откриването на евтиния син светодиод на тримата е присъдена Нобелова награда по физика през 2014 г. Синият светодиод в съчетание със зелен и червен дава бяла светлина с висока енергийна ефективност, което позволява впоследствие да се създадат, освен всичко друго, светодиодни лампи и екрани със светодиодна подсветка.

### Сини светодиоди
Сините светодиоди за пръв път са произведени от компанията RCA през 1972 година. SiC светодиодите са били първите, създадени с комерсиална цел и се продават в САЩ от Cree Inc. през 1989 г. Въпреки това нито един от тези сини светодиоди не е бил много ярък.
Първият ярко светещ син светодиод е представен от Шуджи Накамура през 1994 г., който е базиран на галиево-индиева-калаена сплав (InGaN). През това време Исаму Акасаки и Кироши Амано работят по добиването на така важните зародишни образувания от галиев нитрит (GaN) в пристанищния град Нагоя. През 1995 г. Алберто Барбиери разучава ефикасността и надеждността на ярко светещите диоди в лабораторията на Кардифския университет. Там той демонстрира „прозрачния контакт“ на диода, използвайки индиево-калаен оксид (Indium tin oxide, ITO).

#### Бели светодиоди
Съществуването на сините светодиоди и високата им ефективност бързо довеждат до създаването на първия бял светодиод със структурата YAG (Yttrium aluminium garnet). Бялата диодна светлина се получава, като върху синия светодиод се наложи жълто фосфорно покритие.
През 2001 и 2002 г. успешно е направена демонстрация на процесите на вграждане на галиево-нитридните светодиоди в силиций. През януари 2012 г. в Osram са представени мощните светодиоди, вградени в силициеви подложки, създадени за комерсиални цели.

### Осветление
Изобретяването на синия светодиод дава възможност за лесното и ефикасно генериране на бяла светлина. Чрез обвиването на синия светодиод с фосфорен материал част от синята светлина може да бъде превърната в зелена, жълта и червена светлина. Тази смесица от цветни светлини се възприема от човека като бяла светлина и така може да бъде използвана като основно осветление. Първият бял диод е скъп и неефикасен, но въпреки това развитието на светодиодните технологии довежда до това, тяхната ефикасност и излъчването им на светлина да расте експоненциално с появяващи се двойни темпове на приблизително всеки 36 месеца, от 1960 г. насам. Тази тенденция се отдава на паралелното развитие и на други полупроводникови технологии, постижения в оптиката и материалните науки. Тази тенденция е наречена закон на Хайц (по името на Roland Haitz (1935 – 2015), учен от Agilent Technologies).
Като технология и като материали светодиодите напредват все повече. Излъчваната от тях светлина се изправя, като същевременно ефикастността и надеждността се запазват в приемливи граници. Изобретяването и развитието на мощните светещи в бяло светодиоди довежда до използването им като основно осветление и бавно измества обикновените лампи с нажежаема жичка и луминесцентното осветление. Синият светодиод е последното парче от пъзела за създаването на RGB (червено, зелено, синьо) светодиодите, които притежават гама от най-видимите цветове. Сега светодиодите могат да произвеждат над 300 lm/W, с живот до 100 хил. часа.

## Принцип на действие
Принципът на действие на светодиодите се основава на процесите на рекомбинация, протичащи при свързване на p-n преход в права посока.
Функцията APN може да конвертира абсорбираната светлинна енергия в свой пропорционален електрически ток. В точката, където P-N се пресичат, се излъчва светлина, когато електрическата енергия се прилага върху нея. Това явление основно е наречено електролуминесценция, която може да бъде определена като излъчване на светлина от полупроводника под влияние на електрическото поле. Носителите на заряд рекомбинират P-N кръстопътя, като електроните преминават от N-региона и се рекомбинират с действащите в P-регион дупки. Свободните електрони са в зона на проводимост на енергийните нива, докато дупките са във валентната енергийна лента. По този начин енергийните нива на дупките ще бъдат по-малко от енергийните нива на електроните. Една част от енергията трябва да бъде разсеяна в случай на рекомбиниране на електроните и дупките. Тази енергия се излъчва под формата на топлина и светлина.
Електроните разсейват енергията под формата на топлина за силициевите и германиевите диоди, но при полупроводниците от галиев арсенид фосфид (GaAsP) и галиев фосфид (GaP) електроните разсейват енергия чрез излъчване на фотони. Ако полупроводникът е полупрозрачен, той става източник на светлина в точката на пресичане P-N, като по този начин се превръща в диод, излъчващ светлина. Когато преходът е обърнат (N-P), то тогава от светодиода няма да бъде произведена никаква светлина, и дори е възможно той да бъде повреден.

## Предимства
- Ефективност – светодиодите са значително по-ефективни в сравнение с лампите с нажежаема жичка. Ефективността на осветителните тела се означава чрез величината ефективност на преобразуване – количеството произведена светлина за всеки ват консумирана електрическа енергия (лумен на ват (lm/W)).[3][4] Лампите с нажежаема жичка разчитат на загряването на проводник, така че той да започне да излъчва светлина. По този начин около 90% от консумираната от тях енергия се отделя под формата на топлина. При светодиодите светлината се получава в резултат на движението на електрони през полупроводников материал. При този процес се отделя много малко количество топлина, поради което тяхната ефективност на преобразуване е много по-висока.[3]
- Контрол върху фокуса – в зависимост от изработката на телата им при светодиодите може да се определя дали да излъчват светлина във всички посоки или да са концентрирани в една точка, докато луминесцентните лампи излъчват във всички посоки.[5]
- Дълъг живот – в сравнение с обикновените лампи и луминесцентните, светодиодното осветление има най-дълъг живот – около 50 000 часа[4].
- Отлично качество на цвета – в рамките на посочения от производителя гарантиран живот на продукта качеството на цвета остава постоянно.
- Без премигване – за разлика от луминесцентните лампи, светодиодните излъчват с еднакъв интензитет.
- Мигновен старт – за разлика от луминесцентните, при светодиодите не е необходимо да се изчаква.[3]
- Без ултравиолетови лъчи – за разлика от луминесцентните лампи, светодиодите не излъчват UV лъчи, които са вредни за човека.[6]
- Не съдържат живак – за разлика от луминесцентните лампи.[6]
- Напълно рециклируеми.
- По-голяма електробезопасност – светодиодите работят във вериги с много ниско напрежение.
- Устойчиви на вибрации – могат да работят без проблем в такива условия, тъй като нямат жичка, която да се скъса, или тръба, която да се счупи.
- Устойчиви при ниски температури – светодиодите не само могат да работят успешно при ниски температури, но това даже увеличава техния живот.[6]
- Малки размери – дори големината на белия светодиод е няколко пъти по-малка от тази на конвенционалните крушки.
- По-голяма пожаробезопасност – поради това, че не отделят такова голямо количество топлина, се намалява и рискът от пожар.
- Екологично производство – съгласно проучване на OSRAM производството на светодиодни осветителни тела не ползва повече природни ресурси и енергия от производството на компактни луминисцентни лампи и е значително по-екологично от производството на лампите с нажежаема жичка.

## Недостатъци
- Висока първоначална цена – основният недостатък на светодиодното осветление към момента е високата му покупна цена. Тези разходи се възвръщат многократно в по-продължителен период под формата на спестена енергия, но първоначалната инвестиция все още пречи на по-широкото разпространение.
- Чувствителност към висока температура – по-високите температури могат да увредят светодиода. Затова от една страна е необходима добра система, която да отвежда топлината, получена при самата работа на мощните светодиоди (т.нар. топлоотвеждащ радиатор).[7][8] Също така е необходимо да се създаде подходяща защита от високи температури на външната среда. Toshiba е успяла да произведе светодиод, който може да работи от -40 до 100 °C, поради което то може да се използва както за външни, така и за вътрешни осветителни решения.[9]
- Чувствителни към промяна на напрежението – съгласно закона на Ом силата на тока I е правопропорционална на приложеното електрическо напрежение U и обратно пропорционална на съпротивлението на проводника R. Поради това малка промяна в напрежението в системата води до голяма промяна в силата на тока. Излъчването на светлина от светодиода е право пропорционално на силата на тока. Ако силата на тока надвиши границите, препоръчани от производителя, това може да доведе до увреждане на светодиода и до скъсяване на неговия живот.[10]

## Цветове
Цветът на светодиодите се определя от вида на материалите, от които са направени.
|  | Цвят          | Дължина на вълната [nm] | Пад на напрежение [ΔV] | Материал |
|  | ------------- | ----------------------- | ---------------------- | --- |
|  | Инфрачервен   | λ > 760                 | ΔV < 1,63              | GaAs, AlGaAs |
|  | Червен        | 610 < λ < 760           | 1.63 < ΔV < 2.03       | AlGaAs, GaAsP, AlGaInP, GaP |
|  | Оранжев       | 590 < λ < 610           | 2.03 < ΔV < 2.10       | GaAsP, AlGaInP, GaP |
|  | Жълт          | 570 < λ < 590           | 2.10 < ΔV < 2.18       | GaAsP, AlGaInP, GaP |
|  | Зелен         | 500 < λ < 570           | 1.9 < ΔV < 4.0         | Традиционно зелено: GaP, AlGaInP, AlGaP Чисто зелено: InGaN) / GaN                                                                                        |
|  | Син           | 450 < λ < 500           | 2.48 < ΔV < 3.7        | ZnSe, InGaN, SiC като субстрат, Si като субстрат – все още се разработва                                                                                  |
|  | Виолетов      | 400 < λ < 450           | 2.76 < ΔV < 4.0        | InGaN |
|  | Лилав         | Различни видове         | 2.48 < ΔV < 3.7        | двойни синьо-червени светодиоди, син с червен луминофор или бели с лилаво пластмасово тяло                                                                |
|  | Ултравиолетов | λ < 400                 | 3.1 < ΔV < 4.4         | AlN (210 nm), AlGaN, AlGaInN— до 210 nm |
|  | Розов         | Различни видове         | ΔV ~ 3.3               | Син с един или два луминофорни пласта, жълт с червен, оранжев или розов луминофор, добавен впоследствие, или бял луминофор с розов пигмент или боя отгоре |
|  | Бял           | Широк спектър           | ΔV = 3.5               | Син/UV диод с жълт луминофор. Смесване на светлина от син, зелен и червен светодиод                                                                       |

Бяла светлина
Понастоящем съществуват два начина за постигане бяла светлина. 
При първия се миксира светлината от няколко светодиода, за да се получи бял. Например поставяйки червен, зелен и син светодиод близо един до друг, се получава бяла светлина. Предимствата на този подход е, че се получава по-добра ефективност на преобразуване и също чрез игра с тези три цвята, реално може да се получи какъвто нов цвят и оттенък на бялото желаем. Недостатъците при този подход е, че трудно се получава пълно смесване на светлината. От друга, тъй като цветът на светодиодите се променя с течение на времето, е трудно да се поддържа един и същи оттенък на бялото в по-продължителен период от време или при по-високи външни температури.
Вторият и по-разпространен начин е чрез фотолуминесценция. При него тънък слой луминофор се нанася върху син светодиод. Част от светлината от синия светодиод, която е къса вълна, стимулира луминофорния слой да започне да свети и излъчва жълта светлина. Останалата синя светлина, излъчвана от светодиода, когато се докосне до жълтата, се превръща в бяла. Белият цвят може да има различни тонове, които да се получат чрез добавяне на оцветители на луминофорния слой. По този начин могат да се получат лампи с различни тонове на бялото, като топло, неутрално или по-студено бяло. Това е по-използваният начин. При използването на луминофор основното предимство е, че получаваме компактна бяла светлина. Проблемът тук е, че имаме по-ниска ефективност на преобразуване.

## Видове

### Миниатюрни
Миниатюрните светодиоди са предимно единични и се използват за индикатори. Техните размери варират от 2 mm до около 8 mm. Конструирани са с елементарен дизайн и не се нуждаят от допълнително охлаждане. Най-често токът им е от порядъка на 1 mA до 20 mA. Обикновено в горната част на корпуса е оформена дифузионна леща. Цветът на лещата често е еднакъв с цвета на излъчване на диода, но не винаги. Например лещата е виолетова за инфрачервени диоди, а при сините е безцветна. Мощните светодиоди се произвеждат с корпуси, предназначени за повърхностен монтаж (SMT).
Учени от Университета във Вашингтон са изобретили най-тънкия известен светодиод, който може да се използва като източник на светлинна енергия в областта на електрониката. Изобретението им е базирано на 2D гъвкави полупроводници, които позволяват да се ползват в по-малки устройства пред сега разпространените технологии.
Миниатюрните диоди се делят на три главни вида:

#### Маломощни
Типичните и стойности на ток е 2 mA с напрежение от 2 V. Консумираната мощност е около 4 mW.

#### Стандартни
При тях токът е 20 mA с консумираща мощност от около 40 mW до 90 mW. Напрежението им варира в зависимост от излъчвания цвят:
- 1.9 до 2.1 V за червен, оранжев и жълт
- 3.0 до 3.4 V за зелен и син
- 2.9 до 4.2 V за виолетов, розов, лилав и бял.

#### Ултра ярки (Ultra-high-output)
20 mA с напрежение от 2 V до 4 – 5 V.
При 5 V и 12 V обикновено се използват миниатюрни светодиоди, но те се нуждаят от подходящи резистори, за да бъдат включени директно.

### Средномощни
Средномощните светодиоди обикновено се монтират на печатна платка посредством дупки върху нея. Те са с мощност от десетки лумена. Понякога диодите са с квадратен корпус, куполна леща и четири извода, два свързани към катода и два към анода, така се подобрява топлообменът. Такива светодиоди са flux диодите на компанията Superflux и на Philips Lumileds. Най-честата употреба на тези светодиоди е в леки панели, аварийно осветление и в автомобилните стопове. Тези широкоъгълни светодиоди осигуряват голяма осветеност в малък компактен диод. Поради по-големия размер на метала във flux-светодиодите те имат по добър топлообмен и могат да издържат на по-големи токове (от 70 mA до 100 mA). При по-високия ток се излъчва и по-мощна светлина, която е необходима за аварийно осветление в сгради и при автомобилните стопове.

### Мощни
Светодиодите с висока мощност (High Power LEDs) ползват ток от няколкостотин милиампера до над един ампер в сравнение с десетките милиампера за другите видове светодиоди. Някои могат да излъчват повече от хиляди лумена светлина и плътност до 300 W/cm2. Отделената топлина е голяма и ако не бъде отстранена, диодът ще изгори за секунди, затова се нуждаят от радиатор, който да я разсейва. С тях спокойно може да се заменят стандартните крушки, като в някои случаи дори светлината от мощните светодиоди е доста по-силна. Произвежданите в последните години мощни светодиодни осветителни тела надвишават 100 лумена. Някои от тях са:
- Nichia 19
- Lumileds Rebel LED
- Osram Opto Semiconductors Golden Dragon
- CREE XP-G series

Характеристики: Отличните свойства за разсейване на топлината и запечатване със силикон осигуряват висока надеждност и максимална продължителност на живота на диода.
Ъгъл: 35 – 120 градуса. 
Живот: 50 000 часа.
Приложение: Мощните светодиоди се използват в проектите, при които е нужно осветяване от порядъка на хиляди или дори стотици хиляди лумена. Мощните светодиоди осигуряват широк обхват от решения за много професионални дизайнери и експерти, които използват мощни светодиоди в най-различни области на приложение: промишлено осветление, складове, търговски центрове, улици и магистрали, архитектурно осветление и парково осветление.

### Променливотокови
Тези светодиоди са произведени от компанията Seoul Semiconductor, така че да могат да работят директно с променлив ток без да се нуждаят от трансформатор към постоянен ток. На всеки полуцикъл половината от светодиодите излъчват светлина, а другата не. На следващия цикъл частите се обръщат. Тяхната ефективност е от порядъка на 40 lm/W. Ако бъдат свързани голям брой диоди могат и директно да се включат в мрежата.

### Вариации и спецификации

#### Мигащи
Мигащите светодиоди се използват при индикация изискваща привличането на внимание. Тези светодиоди наподобяват стандартните, но те съдържат интегрирана верига на мултивибратор, която причинява прекъсвания и кара диода да мига с честота от 1 секунда. Като се погледне лещата на светодиода тази схема се вижда като малка черна точка. Повечето мигащи светодиоди излъчват светлина само с един цвят, но има и по-сложни диоди, които светят с множество цветове.

#### Двуцветни
Двуцветните светодиоди на практика са два светодиода в един корпус. Те биват два вида. Единият е, когато диодът се състои от две матрици, свързани към едни и същи изводи, но с противоположните си извода (antiparallel). Токът в едната посока излъчва единия цвят, а токът в другата посока излъчва другия цвят. Вторият вид се състои от две отделни матрици с отделни извода за всяка матрица и общ извод за независим контрол.

#### Трицветни
Трицветните светодиод са подобни на двуцветните, но съдържат три матрици в един корпус. При тях всеки емитер е свързан към отделен извод, за да могат да се контролират независимо. Четвъртият извод е свързан или към управляващия катод или анод.

#### RGB (червен, зелен, син)
RGB светодиодите са трицветни диоди с червена, зелена и синя матрица. Обикновено са с четири извода с един общ управляващ извод. Тези диоди могат да имат или положителен или отрицателен общ извод. RGB светодиодите имат и вграден електронен блок за управление.

## Безопасност и живот на светодиодите
По-голяма част от устройствата, съдържащи светодиоди са „безопасни при всички условия на нормална употреба“ и така са класифицирани като „Клас 1 LED“ / „LED Klasse 1“. Съществуват и някои изключително ярки светодиоди, които имат плътно съсредоточен зрителен ъгъл от 8° или по-малко. На теория те могат да предизвикат временна слепота и за това са класифицирани като „Клас 2“. Френската агенция за храните, околната среда и професионално здраве и безопасност (ANSES) от 2010 г., предложи забрана за публичното използване на светлини, класифицирани в Група 2 и особено за тези с компонент на ярко синьо, да бъдат използвани на места посещавани от деца, поради здравните проблеми причинявани от светодиодите. Наредбите за лазерна безопасност прилагани в „Клас 1“, „Клас 2“ и т.н. биват прилагани и за светодиодите.
Предимството на светодиодите пред флуоресцентните лампи е в това, че те не съдържат живак, но от друга страна те могат да съдържат други опасни метали като олово и арсен. Проучване публикувано през 2011 г. във връзка с токсичността на светодиодите, когато те се третират като отпадъци, заявява, че: „Според федералните стандарти, светодиодите не са опасни, с изключение на ниско интензивните червени светодиоди, чиито филтрирани нива на оловото са над регулаторните ограничения (186 mg/l; регулярна граница 5). В съответствие с наредбите в Калифорния, прекомерните нива на мед (до 3892 mg/kg; граница: 2500), олово (до 8103 mg/kg; граница: 1000), никел (до 4797 mg/kg; граница: 2000), или сребро (до 721 mg/kg; граница: 500) правят всички светодиоди опасни, с изключение на тези с ниска интензивност на жълто.
Един потенциално опасен страничен ефект на LED осветлението е причиняването на припадъци при хора, страдащи от фоточувствителна епилепсия. Светодиодите имат малка инерция на светване/угасване и излъчваната светлина може да трепти при високи честоти на широчинно-импулсна модулация (обичаен метод за регулиране силата на светене), като по този начин се получава стробоскопичкен ефект. Повечето хора не могат да видят тези трептения и не се влияят, но за хора, които могат да го видят, това може да бъде причина за припадък. Не всички светодиоди причиняват припадъци. За хора, предразположени към епилептични пристъпи, решението е да напуснат района, в който има така наречения стробоскопичен ефект. Най-голяма е вероятността за появата на този ефект, когато основен източник на светлина е тази от светодиодите. Ако други източници осветяват стаята, като например, когато слънцето грее през прозореца, ефектът и съответно опасността от причиняване на припадък се свеждат до минимум.
|                                                                                    |  |                                                       |  |                   |  |                                                                                          |
| Светодиод с пластмасов корпус                                                      |  | Светодиоден прожектор за сценично насочено осветление |  | Светодиодни лампи |  | Съвременни мощни свръхярки светодиоди върху топлоотвеждаща пластина с контакти за монтаж |
|                                                                                    |  |                                                       |  |                   |  |                                                                                          |
| Мощен (20 W) бял светодиод в сравнение с червен индикаторен 5-милиметров светодиод |  |                                                       |  |                   |  |                                                                                          |